# Torre del Clot dels Frares
La Torre del Clot dels Frares és una obra del municipi de Sant Pere de Ribes (Garraf) declarada bé cultural d'interès nacional.

## Descripció
El conjunt del Clot dels Frares, situat en els terrenys de l'antic Autòdrom, està format per una masia amb una torre de defensa en un dels seus costats. La masia és de planta baixa, primer pis i golfes amb coberta de teula a quatre vessants. La porta d'accés és d'arc de mig punt amb grans dovelles de pedra. Té a banda i banda, dues obertures rectangulars que corresponen a una intervenció posterior.
Al primer pis hi ha tres obertures allindanades de pedra, els elements decoratius de les quals es troben força malmesos, llevat de l'escut situat damunt la finestra central. Les obertures de les golfes també han estat modificades.
La torre és de planta quadra i conserva restes d'un esgrafiat barroc. Un pont comunica la masia amb la torre.

## Història
L'actual lloc del Clot dels Frares, correspon possiblement a l'antic senyoriu de Vila-Rúbia o Vila-Roja que es va extingir l'any 1410. Abans, el nom del Clot apareix esmentat en el fogatjament de 1365-70. Se sap que el 27 de gener de 1389 es va signar un contracte de cessió a l'església de diversos llocs del feu de Ribes, entre ells el del Clot.
És possible que la denominació completa de Clot dels Frares, tingui el seu origen en la instal·lació al lloc el 1413 d'una comunitat de religiosos jerònims, o bé en un període posterior, ja que a principis del segle xviii, el Clot era propietat de la Companyia de Jesús.
La masia construïda al segle xvii, ha experimentat nombroses modificacions al llarg del temps. Quan es va elaborar el projecte de l'Autòdrom, es va incloure la utilització de la masia com a Pavelló Reial. Actualment té la funció d'habitatge d'estiu.